# Bakó Dóra
Bakó Dóra (Budapest, 1979. május 21. –) magyar labdarúgó. Jelenleg a Dorogi Diófa SE játékosa.

## Pályafutása
A Pepita Sárkányok csapatában kezdte labdarúgó pályafutását, 1994-ben. Az egyesülettel az első osztályban is szerepeltek. Megfordult az MTK és a Femina csapatánál. 2008-ban igazolt először Dorogra, majd egy rövidebb kitérőt követően visszatért és 2011 óta folyamatosan Dorogon játszik. 2005 óta összesen 95 bajnoki mérkőzésen szerepelt, ebből 33 NB I-es mérkőzés. A Pepita Sárkányok csapatával nemzetközi tornán is részt vett több ízben.  Archiválva 2014. április 7-i dátummal a Wayback Machine-ben 

## Sikerei, díjai
- Bajnoki cím - NB II. A Pepita Sárkányokkal (1997–98), NB II. a Dorogi Diófával (2013–14)
- Magyar kupa: Ezüstérmes, az MTK csapatával, (2003)